# Enercon

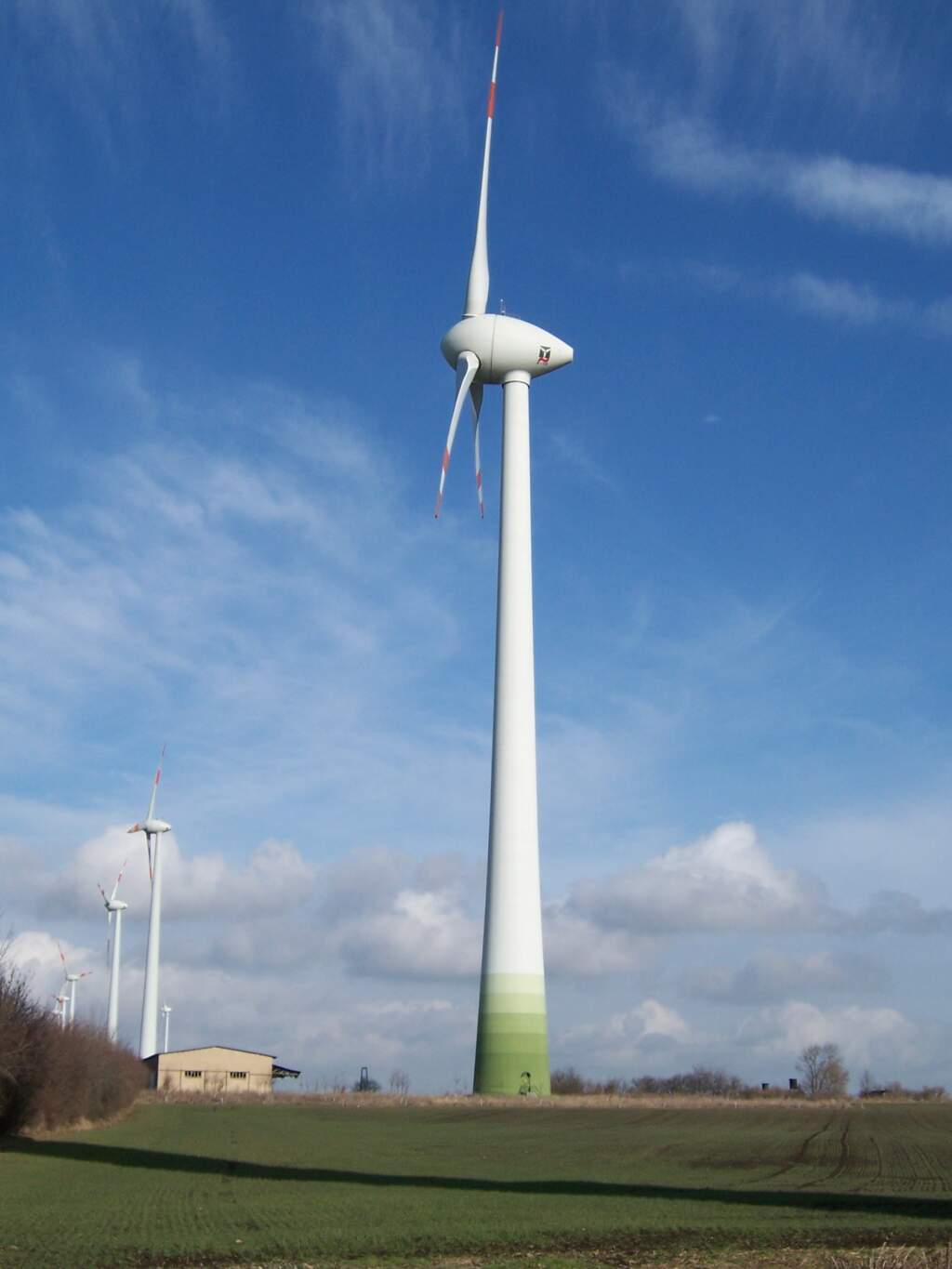
Enercon E-112

Enercon GmbH – niemieckie przedsiębiorstwo z siedzibą w Aurich, jest trzecim producentem turbin wiatrowych na świecie i głównym na terenie Niemiec.
W kwietniu 2007 Enercon posiadał 11 006 turbin wiatrowych, o mocy zainstalowanej 11,703 GW. Najczęściej zainstalowanym modelem turbiny jest E-40 (liczba podawana przy modelu informuje o średnicy zainstalowanego rotora). Enercon GmbH posiada fabryki w Niemczech (Aurich i Magdeburg), Szwecji, Brazylii, Indiach, Turcji i Polsce.
Do końca 2005 roku, największym modelem Enerconu był E-112 z wirnikiem o średnicy około 113 m i mocy 4,5 MW, a w okresie od sierpnia 2002 roku do grudnia 2004 roku, była to największa turbina wiatrowa na świecie. Prototyp tej największej komercyjnej turbiny postawiono koło Egeln niedaleko Magdeburga. Projekt oraz wszelkie pozwolenia zostały przygotowane przez spółkę Volkswind. Z końcem roku 2005 rozbudowano E-112 do mocy osiągalnej 6 MW i tym samym powstał nowy model E-126.
Pierwszą turbiną firmy Enercon w Polsce była siłownia E48 w Wysocku Wielkim k. Ostrowa Wlkp. (800 kW/2006 r.) Wybudowana została przez prywatnego inwestora, przy pomocy firmy konsultingowej dr Barzyk Consulting. W Polsce Enercon wybudował również m.in. Elektrownię Wiatrową Kamieńsk z 15 turbozespołami wiatrowymi o łącznej mocy ok. 30 MW. Firma w 1984 zadebiutowała elektrownią E-15/16 o mocy 55 kW, zastąpioną w 1992 przez E-40/500 kW. Firma projektuje i produkuje wszystkie kluczowe komponenty urządzenia, takie jak np. wirnik, generator pierścieniowy i system odprowadzenia energii do sieci.